# Gemeinde Šmartno pri Litiji

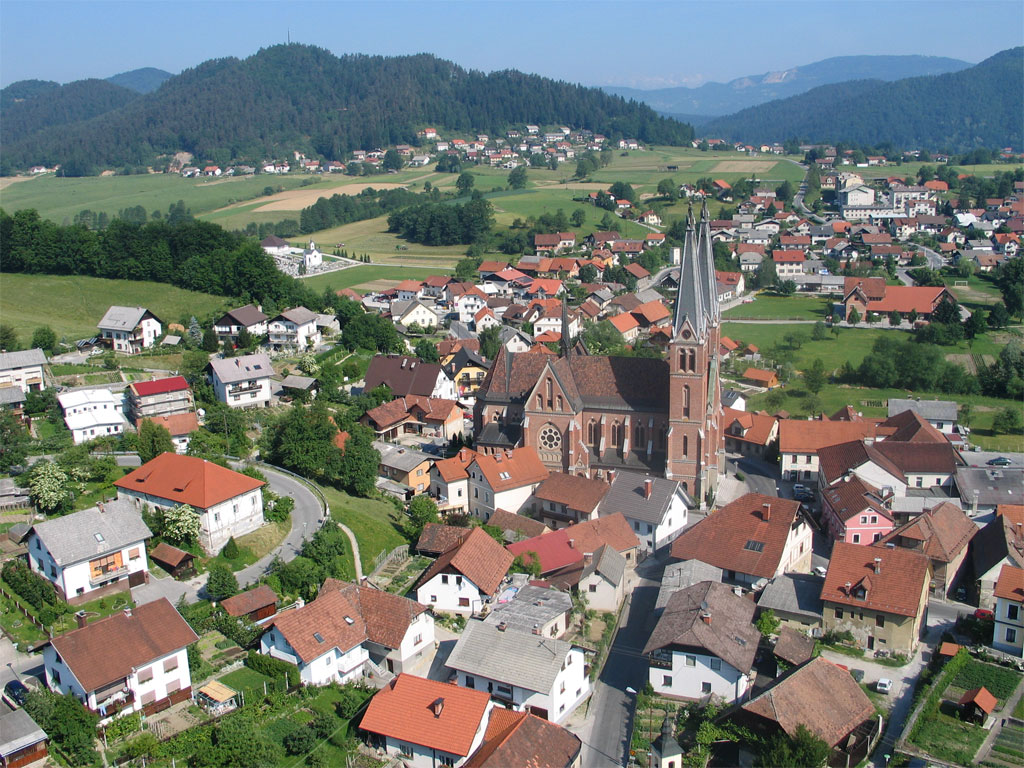
Šmartno pri Litiji

Šmartno pri Litiji (dt. St. Martin bei Littai) ist der Name einer Gemeinde und ihres Hauptortes Šmartno pri Litiji in der historischen Landschaft Dolenjska (Unterkrain), Region Osrednjeslovenska, in Slowenien.

## Lage
Die aus 54 Dörfern und Weilern bestehenden Gesamtgemeinde mit dem Hauptort Šmartno pri Litiji liegt 40 km östlich von Ljubljana (Laibach).

## Ortschaften
- Bogenšperk (dt. Wagensberg)
- Bukovica pri Litiji (dt. Bukowitz bei Littai)
- Cerovica (dt. Görbing)
- Črni Potok (dt. Schwarzenbach bei Littai)
- Dolnji Vrh (dt. Unterberg, auch Unterwerch)
- Dragovšek (dt. Dragouschegg)
- Dvor (dt. Johannisthal in der Unterkrain)
- Gornji Vrh (dt. Oberberg, auch Oberwerch)
- Gozd-Reka (dt. Waldbach, auch Goisdreck, Goisdreka)
- Gradišče pri Litiji (Burgstall, dt. Gradische in der Unterkrain)
- Gradišče (dt. Gradische)
- Gradiške Laze (dt. Weigelstein)
- Jablaniške Laze (dt. Langenberg, auch Jablanitzer Lase)
- Jablaniški Potok (dt. Jablanitzbach)
- Jastrebnik (dt. Jastrebnigg)
- Javorje (dt. Jauernick, auch Jauernich, Jauernigg)
- Jelša (dt. Erlach)
- Ježce (dt. Jeschitz)
- Ježni Vrh (dt. Jeschenberg)
- Kamni Vrh pri Primskovem (dt. Steinberg)
- Koške Poljane (dt. Burghausen)
- Leskovica pri Šmartnem (dt. Leskowitz)
- Liberga (dt. Liebenberg, auch Billichberg)
- Lupinica (dt. Lupinitz)
- Mala Kostrevnica (dt. Kleinkostreinitz)
- Mala Štanga (dt. Kleinstangenwald in der Unterkrain)
- Mihelca (dt. Michaelsdorf)
- Mišji Dol (dt. Mausthal)
- Mulhe (dt. Mulche)
- Obla Gorica (dt. Wolkenberg, auch Oblagoritz)
- Podroje (dt. Podrogach, auch Podroye)
- Poljane pri Primskovem (dt. Pollen)
- Preska nad Kostrevnico (dt. Pressigg)
- Primskovo (dt. Prinzgau, auch Primskau, Prinskau)
- Račica (dt. Ratschitz, auch Rätzitz)
- Razbore (dt. Rasbore)
- Riharjevec (dt. Reichersberg)
- Selšek (dt. Pettenegg)
- Sevno (dt. Weinhof, auch Seuno)
- Spodnja Jablanica (dt. Unterjablanitz)
- Stara Gora pri Velikem Gabru (dt. Altenberg in der Unterkrain)
- Ščit (dt. Stichelberg, auch Schitt, Schröt)
- Šmartno pri Litiji (dt. Sankt Martin bei Littai)
- Štangarske Poljane (dt. Sankt Antoni in der Unterkrain)
- Velika Kostrevnica (dt. Großkostreinitz)
- Velika Štanga (dt. Großstangenwald in der Unterkrain)
- Vinji Vrh (dt. Weinberg)
- Vintarjevec (dt. Wintersberg in der Unterkrain)
- Višnji Grm (dt. Wischigerm)
- Volčja Jama (dt. Wolfsgruben bei Littai)
- Vrata (dt. Lichtenberg bei Littai)
- Zagrič (dt. Sackersheim)
- Zavrstnik (dt. Grünhof in der Unterkrain )
- Zgornja Jablanica (dt. Oberjablanitz)

## Nachbargemeinden
| Ljubljana | Litija                                      | Litija  |
| Ljubljana | Kompassrose, die auf Nachbargemeinden zeigt | Litija  |
| Ljubljana | Ivančna Gorica                              | Trebnje |

## Geschichte

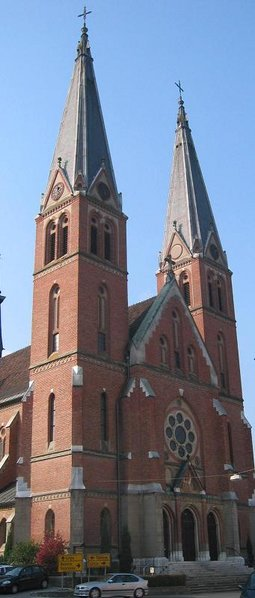
Kirche St. Martin in Šmartno pri Litiji

Wegen seiner Erzvorkommen war Šmartno pri Litiji schon in früherer Zeit bewohnt. Die meisten Bewohner waren bis in die heutige Zeit im Bergbau tätig.
Der Universalgelehrte Johann Weichard von Valvasor (1641–1693) hatte auf Schloss Bogenšperk (Burg Wagensberg) sein Domizil und Atelier.

## Baudenkmale (Auswahl)
- Kirche St. Martin im Zentrum der Gemeinde
- Museum und Burg Bogenšperk (dt. Burg Wagensberg)[3]
- Burg Lichtenberg, Burgruine in Dvor.